# Roberto Mogranzini

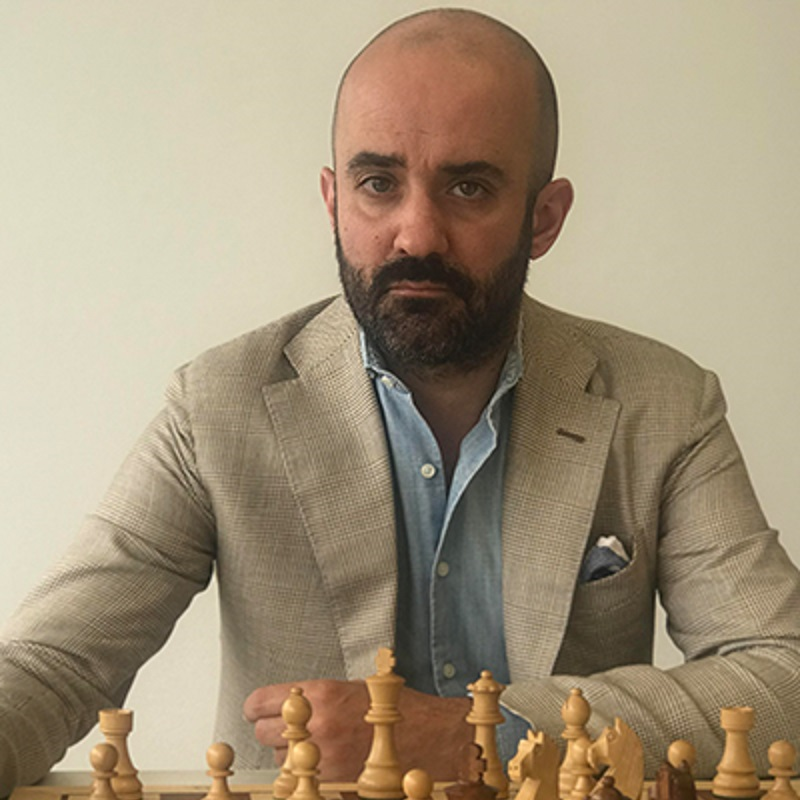
Roberto Mogranzini, 2023

Roberto Mogranzini (* 6. Januar 1983 in Carpi) ist ein italienischer Schachspieler und seit 2014 auch ein FIDE-Trainer.
In der Jugend war er 1999 Landesmeister der U-16 sowie später mehrfach italienischer Mannschaftsmeister. Im Jahre 2007 erhielt er von der FIDE den Titel Internationaler Meister, 2013 folgte der Großmeistertitel. Seine erste GM-Norm erzielte er 2011 beim Sieg im SPICE Cup (Gruppe B). Die nächste Norm erreichte er 2012 beim Torneo Internazionale del Salento in Gallipoli. Die letzte Norm holte er sich im Dezember des Jahres in Padua.
Er nahm an der Schacholympiade 2006 in Turin teil. Am dritten Brett für die dritte italienische Mannschaft spielend, kam er auf dabei 5 Punkte in 10 Partien. Daneben nahm er für Italien dreimal am Mitropapokal teil (2007, 2009 und 2013).
Seine höchste Elo-Zahl erreichte er mit 2514 im Dezember 2016. Er hat aber seit 2020 keine gewertete Partie mehr gespielt.